# Kribiocosmus ornatipes
Kribiocosmus ornatipes är en tvåvingeart som beskrevs av Jean-Jacques Kieffer 1921. Kribiocosmus ornatipes ingår i släktet Kribiocosmus och familjen fjädermyggor. Inga underarter finns listade i Catalogue of Life.